# Anders Eldebrink
Anders Karl Daniel Eldebrink (* 11. prosince 1960, Morjärv) je bývalý švédský lední hokejista (obránce) a trenér. Se švédskou reprezentací vyhrál mistrovství světa v roce 1987. Ze světového šampionátu má též tři stříbra (1981, 1986, 1990). Ve sbírce má i bronz z olympijských her v Calgary roku 1988. Stříbro a bronz má též z Kanadského poháru (1984, 1987). Jako asistent trenéra (zastával tuto funkci v letech 2005–2007) se podílel i na zisku švédské zlaté medaile na olympiádě v Turíně roku 2006. Hrál též na MS 1985 a MS 1989, na němž byl zařazen do all-stars. Za národní tým nastupoval v letech 1982 až 1992 a odehrál za něj 165 utkání (vstřelil 38 gólů). Se Södertälje SK se stal v roce 1985 mistrem Švédska. V roce 1985 byl vyhlášen nejlepším hráčem švédské ligy (anketa Guldpucken), dvakrát též získal ocenění Zlatá helma pro nejužitečnějšího hráče ligy (1988, 1989). V Södertälje působil v letech 1976–1981, 1983–1990 a 1995–1998. S klubem EHC Kloten se stal třikrát mistrem Švýcarska (1993, 1994, 1995). Hrál též krátce v NHL, za Vancouver Canucks a Quebec Nordiques. Jeho bilance v základní části NHL je 55 zápasů, 14 bodů, 3 branky, ve vyřazovací části (Stanleyově poháru) pak přidal 14 utkání. Jako trenér vedl Kloten, AIK, Rapperswil-Jona či Rögle BK. Je bratrancem hokejisty Roberta Nordmarka, bratrem oštěpaře Kentha Eldebrinka a strýcem basketbalových reprezentantek Fridy a Elin Eldebrinkových.